# Campoplex occipitor
Campoplex occipitor är en stekelart som beskrevs av Aubert 1966. Campoplex occipitor ingår i släktet Campoplex och familjen brokparasitsteklar. Inga underarter finns listade.